# Otto Kraul
Otto Kraul (* 1892; † 1972) war ein deutscher Kapitän, Walfänger und Polarforscher.

## Leben
Um 1908 war Otto Kraul mit einem Segelschiff für zwei Monate in Honolulu/Hawaii.
Bei Beginn des Ersten Weltkriegs 1914 traf Otto Kraul als Matrose eines amerikanischen Dampfers in Buenos Aires ein. Deutsche Seeleute erhielten keine Muster mehr. Beziehungen zu einem früheren Schiffskameraden verhalfen ihm, auf der Bark Tijuca der 1904 vom Norweger Carl Anton Larsen gegründeten Compañía Argentina de Pesca Sociedad Anónima (Argentinische Fischereigesellschaft AG) anzumustern, mit der er nach Südgeorgien segelte und von dort aus dem Walfang nachging. Nach dem Krieg kehrte er nach Deutschland zurück und besuchte die Seefahrtsschule in Bremen.
Als Schiffsoffizier ging er wiederum auf Waljagd und absolvierte einige Jahre später das Kapitäns-Patent in Bremen. Bis zur Gesetzesänderung, die ausländischen Staatsangehörigen ab 1931 die Arbeit auf argentinischen Walfängern verbot, leitete er jahrelang als Harpuneur und Fangleiter den argentinischen Walfang an der patagonischen Küste. 1930 kehrte Kraul nach Deutschland und lernte dort in Bremen Carl Kircheiß kennen. Ende 1931 erhielt er das Angebot, Kapitän und Harpunierer der ersten sowjetischen Walfangexpedition zu werden. Die Expedition bestand aus den vier Schiffen Aleut, Entusiast (Krauls Schiff), Avangard und Trudfront. Über Kingston/Jamaika verlief die Passage durch den Panamakanal nach der Socorro Insel, wo der erste Wal erlegt wurde. Am 28. November 1932 machte die Expedition in Honolulu fest, um Trinkwasser zu bunkern, und fuhr am 8. Dezember 1932 weiter nach Wladiwostok. Otto Kraul arbeitete noch bis 1935 für den sowjetischen Walfang.
1935 übernahm Otto Kraul als einer der wenigen Deutschen mit Erfahrung im Walfang als Kapitän das Kommando über die Jan Wellem, die von der im März 1935 in Bremerhaven gegründeten Ersten Deutschen Walfanggesellschaft mbH betrieben wurde. Bei Ausbruch des Zweiten Weltkriegs hatte die Jan Wellem insgesamt drei Walfangreisen unter Otto Kraul in die Antarktis absolviert. Der Ertrag der ersten Saison 1936–37 bestand aus 920 Walen, das ergab 61.992 Fässer Walöl.
Otto Kraul diente in der geheimen Deutschen Antarktischen Expedition 1938/39 zwischen dem 17. Dezember 1938 und dem 11. April 1939 als Eislotse für das Zielgebiet an der Prinzessin-Martha-Küste. Die Expedition an Bord der Schwabenland entdeckte bisher völlig unbekannte eisfreie Gebirgsregionen und warf Metallpfeile mit Hoheitszeichen ab, um hoheitsrechtliche Besitzansprüche zu begründen. Die eingesehene und überflogene Region zwischen 10°W und 15°O wurde von der Expeditionsleitung „Neuschwabenland“ getauft. Die Expedition verließ am 6. Februar 1939 die Küste der Antarktis und führte auf der Rückreise weitere ozeanographische Untersuchungen in der Umgebung der Bouvetinsel und Fernando de Noronha durch.
Um 1941 hatte er das Kommando des Wetterbeobachtungsschiffes Sachsen, einem Hilfsschiff der Kriegsmarine. Später beriet er hinsichtlich der Ausrüstung der München.

## Auszeichnungen
- Die Kraulberge im von Norwegen beanspruchten Sektor der Antarktis wurden nach Otto Kraul benannt.[8]
- Der submarine Kraul Canyon (69° 43′ S, 2° 30′ O) (entdeckt 1991) wurde nach Otto Kraul benannt.[9]

## Schriften
- Käpt’n Kraul erzählt: 20 Jahre Walfänger unter argentinischer, russischer und deutscher Flagge in der Arktis und Antarktis, Herbig, Berlin 1939
- Die Eisverhältnisse in antarktischen Gewässern, in: Deutsche Forschung: Aus der Arbeit des Notgemeinschaft der Deutschen Wissenschaft, Herrosé & Ziemsen, 1942, S. 273–282
- Die Fahrt durch das Eis, 1944